# Vaninlag
Vaninlag (Russisch: Ванинлаг) was van 1951 tot 1953 een hervormingswerkkamp van de Goelag. Het had haar bestuur in de plaats Vanino en later in het dorp Tisjkino. Het vormde onderdeel van de Dalstroj. De volledige naam was Vaninski ispravitelno-troedovoj lager Dalstroja (Ванинский исправительно-трудовой лагерь Дальстроя).
Het kamp werd mogelijk begin 1951 opgericht, daar op 1 februari van dat jaar voor het eerst melding van het kamp wordt gemaakt, waarbij wordt aangegeven dat er 1416 vrouwen verblijven. De gevangenen werden vooral ingezet bij de bosbouw (houthakken), mijnbouw (steengroeve), wegenaanleg, in bouwbedrijven en in de landbouw. Volgens de gegevens van de NKVD werkten er maximaal 17.341 mensen. Het transitkamp van Vanino, vanwaaruit gevangenen naar de gevreesde goudwinningsgebieden aan de Kolyma werden gestuurd, vormde tot begin 1952 ook onderdeel van dit kamp. Op 18 april 1953 werd het kamp opgeheven.